# Pier de' Soldi
Pier de' Soldi è il quinto libro per bambini scritto dalla cantante pop Madonna. 
Pubblicato nel 2005, il libro è illustrato da Rui Paes.

## Trama
Nel libro, come nei quattro precedenti, sono messi in evidenza un vizio (l'avarizia) e una virtù (la generosità). Il protagonista della storia è il signor Pier de' Soldi, uomo ricco e infelice che possiede molto denaro ma al tempo stesso ne è posseduto. Il denaro infatti lo rende arrogante e presuntuoso e lui lo usa per maltrattare chi lo circonda. Nonostante i suoi soldi è però afflitto da una costante infelicità che lo porta a intraprendere un viaggio per raggiungere un saggio che pare conoscere il segreto della felicità. Il saggio lo invita a pranzo e gli rivela il segreto della felicità: "se saprai condividere ciò che hai e anteporre gli altri a te stesso, allora troverai la felicità”.
Pier si rifiuta di ascoltarlo e decide di tornare a casa. Ma durante il viaggio viene derubato dai briganti e soccorso da un uomo al quale prima aveva rifiutato il suo aiuto. Continua il viaggio con lui e, inconsapevolmente, capisce finalmente il vero significato dell'insegnamento del saggio.

## Edizioni
- Madonna, Pier de' Soldi, collana Kids, Feltrinelli,  p. 48.